# Albo d'oro del Festival di Sanremo

## Introduzione

Trofeo del festival di Sanremo

Durante il Festival di Sanremo vengono attribuiti alcuni premi, assegnati sia al vincitore (o ai vincitori) sia ad altri artisti in gara. Il vincitore del Festival viene premiato con il cosiddetto Leone d’oro, una scultura raffigurante un leone rampante appoggiato a una palma, simbolo della città di Sanremo. Lo stesso trofeo, di color argento, è stato consegnato anche al vincitore della categoria Giovani nelle edizioni che la prevedevano. Dal 2022 al 2024 è stato assegnato al vincitore del premio Cover.
Oltre a questi, durante il Festival vengono assegnati anche altri riconoscimenti, tra i quali: 
- Il Premio della Critica, attribuito dalla stampa specializzata in sala alla canzone e all'interprete che riscuotesse un giudizio positivo di qualità da parte degli addetti ai lavori (giornalisti e critici musicali), assegnato sia nella sezione Campioni sia in quella dei Giovani. Introdotto nell’edizione 1982, dal 1996 è intitolato a Mia Martini, scomparsa l'anno precedente, la quale fu l'artista che fino ad allora si era aggiudicata più volte tale riconoscimento, oltre a esserne stata la prima vincitrice in assoluto.
- Il Premio della Sala Stampa TV, Radio e Web, attribuito dai giornalisti accreditati riuniti presso il teatro Ariston e, come il precedente, assegnato sia tra i Campioni che tra i Giovani. Tale premio, assegnato a partire dal 2001[1] e noto inizialmente come Premio della Sala Stampa Radio e TV, dal 2013 è intitolato a Lucio Dalla, scomparso l’anno precedente.
- Il premio per il miglior testo, assegnato dalla commissione musicale del Festival per il testo giudicato migliore tra quelli in gara. Tale riconoscimento, assegnato a partire dal 2013, è intitolato al paroliere Sergio Bardotti, autore di alcuni testi di brani entrati a far parte della storia della musica italiana.
- Il premio per la miglior composizione musicale, assegnato dai membri dell’orchestra per il brano che si è ritenuto avere il miglior arrangiamento. Anch’esso assegnato dal 2013, a partire dall’edizione 2016 è intitolato al produttore discografico e compositore Giancarlo Bigazzi, autore delle musiche di diverse famose canzoni italiane.

Altri riconoscimenti accessori assegnati durante il Festival sono il "Premio Lunezia per Sanremo" patrocinato dal Ministero dei Beni Culturali e destinato, per la qualità musical-letteraria, ad una delle canzoni in gara; il Premio "Enzo Jannacci" NuovoIMAIE alla migliore interpretazione, anche questo assegnato a uno degli artisti in gara, e il Premio alla carriera "Città di Sanremo", assegnato a una o più figure particolari distintesi per la carriera nel mondo del cinema, del teatro, della musica e della televisione.
Al termine della serata dedicata alle cover viene consegnato un ulteriore riconoscimento, attribuito all’artista classificatosi al primo posto in quella determinata serata: il trofeo consiste in una riproduzione in miniatura, di color argento, della Lanterna di Genova.

## SezioneCampioni
| Anno | Vincitore                                      | Vincitore                        | Secondo posto                                      | Secondo posto                                      | Terzo posto                                        | Terzo posto                                        | Quarto posto                                          | Quarto posto                                          | Quinto posto                                              | Quinto posto                                              |
| Anno | Interprete                                     | Brano                            | Interprete                                         | Brano                                              | Interprete                                         | Brano                                              | Interprete                                            | Brano                                                 | Interprete                                                | Brano                                                     |
| ---- | ---------------------------------------------- | -------------------------------- | -------------------------------------------------- | -------------------------------------------------- | -------------------------------------------------- | -------------------------------------------------- | ----------------------------------------------------- | ----------------------------------------------------- | --------------------------------------------------------- | --------------------------------------------------------- |
| 1951 | Nilla Pizzi                                    | Grazie dei fiori                 | Nilla Pizzi e Achille Togliani                     | La luna si veste d'argento                         | Achille Togliani                                   | Serenata a nessuno                                 | Il podio comprendeva solamente le prime tre posizioni | Il podio comprendeva solamente le prime tre posizioni | Il podio comprendeva solamente le prime tre posizioni     | Il podio comprendeva solamente le prime tre posizioni     |
| 1952 | Nilla Pizzi                                    | Vola colomba                     | Nilla Pizzi                                        | Papaveri e papere                                  | Nilla Pizzi                                        | Una donna prega                                    | Il podio comprendeva solamente le prime tre posizioni | Il podio comprendeva solamente le prime tre posizioni | Il podio comprendeva solamente le prime tre posizioni     | Il podio comprendeva solamente le prime tre posizioni     |
| 1953 | Carla Boni e Flo Sandon's                      | Viale d'autunno                  | Nilla Pizzi e Teddy Reno                           | Campanaro                                          | Achille Togliani e Teddy Reno                      | Lasciami cantare una canzone                       | Il podio comprendeva solamente le prime tre posizioni | Il podio comprendeva solamente le prime tre posizioni | Il podio comprendeva solamente le prime tre posizioni     | Il podio comprendeva solamente le prime tre posizioni     |
| 1953 | Carla Boni e Flo Sandon's                      | Viale d'autunno                  | Nilla Pizzi e Teddy Reno                           | Campanaro                                          | Gino Latilla e Giorgio Consolini                   | Vecchio scarpone                                   | Il podio comprendeva solamente le prime tre posizioni | Il podio comprendeva solamente le prime tre posizioni | Il podio comprendeva solamente le prime tre posizioni     | Il podio comprendeva solamente le prime tre posizioni     |
| 1954 | Giorgio Consolini e Gino Latilla               | Tutte le mamme                   | Katyna Ranieri e Achille Togliani                  | Canzone da due soldi                               | Gino Latilla e Franco Ricci                        | ...e la barca tornò sola                           | Il podio comprendeva solamente le prime tre posizioni | Il podio comprendeva solamente le prime tre posizioni | Il podio comprendeva solamente le prime tre posizioni     | Il podio comprendeva solamente le prime tre posizioni     |
| 1955 | Claudio Villa e Tullio Pane                    | Buongiorno tristezza             | Claudio Villa e Tullio Pane                        | Il torrente                                        | Natalino Otto e Trio Aurora                        | Canto nella valle                                  | Il podio comprendeva solamente le prime tre posizioni | Il podio comprendeva solamente le prime tre posizioni | Il podio comprendeva solamente le prime tre posizioni     | Il podio comprendeva solamente le prime tre posizioni     |
| 1956 | Franca Raimondi                                | Aprite le finestre               | Tonina Torrielli                                   | Amami se vuoi                                      | Luciana Gonzales                                   | La vita è un paradiso di bugie                     | Il podio comprendeva solamente le prime tre posizioni | Il podio comprendeva solamente le prime tre posizioni | Il podio comprendeva solamente le prime tre posizioni     | Il podio comprendeva solamente le prime tre posizioni     |
| 1957 | Claudio Villa e Nunzio Gallo                   | Corde della mia chitarra         | Claudio Villa e Giorgio Consolini                  | Usignolo                                           | Gino Latilla e Tonina Torrielli                    | Scusami                                            | Il podio comprendeva solamente le prime tre posizioni | Il podio comprendeva solamente le prime tre posizioni | Il podio comprendeva solamente le prime tre posizioni     | Il podio comprendeva solamente le prime tre posizioni     |
| 1958 | Domenico Modugno e Johnny Dorelli              | Nel blu dipinto di blu           | Nilla Pizzi e Tonina Torrielli                     | L'edera                                            | Gino Latilla e Nilla Pizzi                         | Amare un'altra                                     | Il podio comprendeva solamente le prime tre posizioni | Il podio comprendeva solamente le prime tre posizioni | Il podio comprendeva solamente le prime tre posizioni     | Il podio comprendeva solamente le prime tre posizioni     |
| 1959 | Domenico Modugno e Johnny Dorelli              | Piove (ciao ciao bambina)        | Arturo Testa e Gino Latilla                        | Io sono il vento                                   | Teddy Reno e Achille Togliani                      | Conoscerti                                         | Il podio comprendeva solamente le prime tre posizioni | Il podio comprendeva solamente le prime tre posizioni | Il podio comprendeva solamente le prime tre posizioni     | Il podio comprendeva solamente le prime tre posizioni     |
| 1960 | Tony Dallara e Renato Rascel                   | Romantica                        | Domenico Modugno e Teddy Reno                      | Libero                                             | Wilma De Angelis e Joe Sentieri                    | Quando vien la sera                                | Il podio comprendeva solamente le prime tre posizioni | Il podio comprendeva solamente le prime tre posizioni | Il podio comprendeva solamente le prime tre posizioni     | Il podio comprendeva solamente le prime tre posizioni     |
| 1961 | Betty Curtis e Luciano Tajoli                  | Al di là                         | Adriano Celentano e Little Tony                    | 24 mila baci                                       | Milva e Gino Latilla                               | Il mare nel cassetto                               | Il podio comprendeva solamente le prime tre posizioni | Il podio comprendeva solamente le prime tre posizioni | Il podio comprendeva solamente le prime tre posizioni     | Il podio comprendeva solamente le prime tre posizioni     |
| 1962 | Domenico Modugno e Claudio Villa               | Addio... addio                   | Sergio Bruni e Milva                               | Tango italiano                                     | Sergio Bruni e Ernesto Bonino                      | Gondolì gondolà                                    | Il podio comprendeva solamente le prime tre posizioni | Il podio comprendeva solamente le prime tre posizioni | Il podio comprendeva solamente le prime tre posizioni     | Il podio comprendeva solamente le prime tre posizioni     |
| 1963 | Tony Renis e Emilio Pericoli                   | Uno per tutte                    | Claudio Villa e Eugenia Foligatti                  | Amor mon amour my love                             | Pino Donaggio e Cocky Mazzetti                     | Giovane giovane                                    | Il podio comprendeva solamente le prime tre posizioni | Il podio comprendeva solamente le prime tre posizioni | Il podio comprendeva solamente le prime tre posizioni     | Il podio comprendeva solamente le prime tre posizioni     |
| 1964 | Gigliola Cinquetti e Patricia Carli            | Non ho l'età (per amarti)        | Pari merito dalla seconda all'undicesima posizione | Pari merito dalla seconda all'undicesima posizione | Pari merito dalla seconda all'undicesima posizione | Pari merito dalla seconda all'undicesima posizione | Pari merito dalla seconda all'undicesima posizione    | Pari merito dalla seconda all'undicesima posizione    | Pari merito dalla seconda all'undicesima posizione        | Pari merito dalla seconda all'undicesima posizione        |
| 1965 | Bobby Solo e The New Christy Minstrels         | Se piangi se ridi                | Pari merito dalla seconda all'undicesima posizione | Pari merito dalla seconda all'undicesima posizione | Pari merito dalla seconda all'undicesima posizione | Pari merito dalla seconda all'undicesima posizione | Pari merito dalla seconda all'undicesima posizione    | Pari merito dalla seconda all'undicesima posizione    | Pari merito dalla seconda all'undicesima posizione        | Pari merito dalla seconda all'undicesima posizione        |
| 1966 | Domenico Modugno e Gigliola Cinquetti          | Dio come ti amo                  | Caterina Caselli e Gene Pitney                     | Nessuno mi può giudicare                           | Wilma Goich e Les Surfs                            | In un fiore                                        | Il podio comprendeva solamente le prime tre posizioni | Il podio comprendeva solamente le prime tre posizioni | Il podio comprendeva solamente le prime tre posizioni     | Il podio comprendeva solamente le prime tre posizioni     |
| 1967 | Claudio Villa e Iva Zanicchi                   | Non pensare a me                 | Annarita Spinaci e Les Surfs                       | Quando dico che ti amo                             | I Giganti e The Bachelors                          | Proposta                                           | Il podio comprendeva solamente le prime tre posizioni | Il podio comprendeva solamente le prime tre posizioni | Il podio comprendeva solamente le prime tre posizioni     | Il podio comprendeva solamente le prime tre posizioni     |
| 1968 | Sergio Endrigo e Roberto Carlos                | Canzone per te                   | Ornella Vanoni e Marisa Sannia                     | Casa bianca                                        | Adriano Celentano e Milva                          | Canzone                                            | Il podio comprendeva solamente le prime tre posizioni | Il podio comprendeva solamente le prime tre posizioni | Il podio comprendeva solamente le prime tre posizioni     | Il podio comprendeva solamente le prime tre posizioni     |
| 1969 | Bobby Solo e Iva Zanicchi                      | Zingara                          | Sergio Endrigo e Mary Hopkin                       | Lontano dagli occhi                                | Don Backy e Milva                                  | Un sorriso                                         | Il podio comprendeva solamente le prime tre posizioni | Il podio comprendeva solamente le prime tre posizioni | Il podio comprendeva solamente le prime tre posizioni     | Il podio comprendeva solamente le prime tre posizioni     |
| 1970 | Adriano Celentano e Claudia Mori               | Chi non lavora non fa l'amore    | Nicola Di Bari e Ricchi e Poveri                   | La prima cosa bella                                | Sergio Endrigo e Iva Zanicchi                      | L'arca di Noè                                      | Il podio comprendeva solamente le prime tre posizioni | Il podio comprendeva solamente le prime tre posizioni | Il podio comprendeva solamente le prime tre posizioni     | Il podio comprendeva solamente le prime tre posizioni     |
| 1971 | Nada e Nicola Di Bari                          | Il cuore è uno zingaro           | Ricchi e Poveri e José Feliciano                   | Che sarà                                           | Lucio Dalla ed Equipe 84                           | 4/3/1943                                           | Il podio comprendeva solamente le prime tre posizioni | Il podio comprendeva solamente le prime tre posizioni | Il podio comprendeva solamente le prime tre posizioni     | Il podio comprendeva solamente le prime tre posizioni     |
| 1972 | Nicola Di Bari                                 | I giorni dell'arcobaleno         | Peppino Gagliardi                                  | Come le viole                                      | Nada                                               | Re di denari                                       | Il podio comprendeva solamente le prime tre posizioni | Il podio comprendeva solamente le prime tre posizioni | Il podio comprendeva solamente le prime tre posizioni     | Il podio comprendeva solamente le prime tre posizioni     |
| 1973 | Peppino di Capri                               | Un grande amore e niente più     | Peppino Gagliardi                                  | Come un ragazzino                                  | Milva                                              | Da troppo tempo                                    | Il podio comprendeva solamente le prime tre posizioni | Il podio comprendeva solamente le prime tre posizioni | Il podio comprendeva solamente le prime tre posizioni     | Il podio comprendeva solamente le prime tre posizioni     |
| 1974 | Iva Zanicchi                                   | Ciao cara come stai?             | Domenico Modugno                                   | Questa è la mia vita                               | Orietta Berti                                      | Occhi rossi                                        | Il podio comprendeva solamente le prime tre posizioni | Il podio comprendeva solamente le prime tre posizioni | Il podio comprendeva solamente le prime tre posizioni     | Il podio comprendeva solamente le prime tre posizioni     |
| 1975 | Gilda                                          | Ragazza del sud                  | Angela Luce                                        | Ipocrisia                                          | Rosanna Fratello                                   | Va speranza va                                     | Il podio comprendeva solamente le prime tre posizioni | Il podio comprendeva solamente le prime tre posizioni | Il podio comprendeva solamente le prime tre posizioni     | Il podio comprendeva solamente le prime tre posizioni     |
| 1976 | Peppino di Capri                               | Non lo faccio più                | Wess e Dori Ghezzi                                 | Come stai, con chi sei                             | Sandro Giacobbe                                    | Gli occhi di tua madre                             | Il podio comprendeva solamente le prime tre posizioni | Il podio comprendeva solamente le prime tre posizioni | Il podio comprendeva solamente le prime tre posizioni     | Il podio comprendeva solamente le prime tre posizioni     |
| 1976 | Peppino di Capri                               | Non lo faccio più                | Wess e Dori Ghezzi                                 | Come stai, con chi sei                             | Albatros                                           | Volo AZ 504                                        | Il podio comprendeva solamente le prime tre posizioni | Il podio comprendeva solamente le prime tre posizioni | Il podio comprendeva solamente le prime tre posizioni     | Il podio comprendeva solamente le prime tre posizioni     |
| 1977 | Homo Sapiens                                   | Bella da morire                  | Collage                                            | Tu mi rubi l'anima                                 | Santo California                                   | Monica                                             | Il podio comprendeva solamente le prime tre posizioni | Il podio comprendeva solamente le prime tre posizioni | Il podio comprendeva solamente le prime tre posizioni     | Il podio comprendeva solamente le prime tre posizioni     |
| 1978 | Matia Bazar                                    | ...e dirsi ciao                  | Anna Oxa                                           | Un'emozione da poco                                | Rino Gaetano                                       | Gianna                                             | Il podio comprendeva solamente le prime tre posizioni | Il podio comprendeva solamente le prime tre posizioni | Il podio comprendeva solamente le prime tre posizioni     | Il podio comprendeva solamente le prime tre posizioni     |
| 1979 | Mino Vergnaghi                                 | Amare                            | Enzo Carella                                       | Barbara                                            | Camaleonti                                         | Quell'attimo in più                                | Il podio comprendeva solamente le prime tre posizioni | Il podio comprendeva solamente le prime tre posizioni | Il podio comprendeva solamente le prime tre posizioni     | Il podio comprendeva solamente le prime tre posizioni     |
| 1980 | Toto Cutugno                                   | Solo noi                         | Enzo Malepasso                                     | Ti voglio bene                                     | Pupo                                               | Su di noi                                          | Il podio comprendeva solamente le prime tre posizioni | Il podio comprendeva solamente le prime tre posizioni | Il podio comprendeva solamente le prime tre posizioni     | Il podio comprendeva solamente le prime tre posizioni     |
| 1981 | Alice                                          | Per Elisa                        | Loretta Goggi                                      | Maledetta primavera                                | Dario Baldan Bembo                                 | Tu cosa fai stasera                                | Il podio comprendeva solamente le prime tre posizioni | Il podio comprendeva solamente le prime tre posizioni | Il podio comprendeva solamente le prime tre posizioni     | Il podio comprendeva solamente le prime tre posizioni     |
| 1982 | Riccardo Fogli                                 | Storie di tutti i giorni         | Al Bano e Romina Power                             | Felicità                                           | Drupi                                              | Soli                                               | Il podio comprendeva solamente le prime tre posizioni | Il podio comprendeva solamente le prime tre posizioni | Il podio comprendeva solamente le prime tre posizioni     | Il podio comprendeva solamente le prime tre posizioni     |
| 1983 | Tiziana Rivale                                 | Sarà quel che sarà               | Donatella Milani                                   | Volevo dirti                                       | Dori Ghezzi                                        | Margherita non lo sa                               | Il podio comprendeva solamente le prime tre posizioni | Il podio comprendeva solamente le prime tre posizioni | Il podio comprendeva solamente le prime tre posizioni     | Il podio comprendeva solamente le prime tre posizioni     |
| 1984 | Al Bano e Romina Power                         | Ci sarà                          | Toto Cutugno                                       | Serenata                                           | Christian                                          | Cara                                               | Il podio comprendeva solamente le prime tre posizioni | Il podio comprendeva solamente le prime tre posizioni | Il podio comprendeva solamente le prime tre posizioni     | Il podio comprendeva solamente le prime tre posizioni     |
| 1985 | Ricchi e Poveri                                | Se m'innamoro                    | Luis Miguel                                        | Noi ragazzi di oggi                                | Gigliola Cinquetti                                 | Chiamalo amore                                     | Il podio comprendeva solamente le prime tre posizioni | Il podio comprendeva solamente le prime tre posizioni | Il podio comprendeva solamente le prime tre posizioni     | Il podio comprendeva solamente le prime tre posizioni     |
| 1986 | Eros Ramazzotti                                | Adesso tu                        | Renzo Arbore                                       | Il clarinetto                                      | Marcella Bella                                     | Senza un briciolo di testa                         | Il podio comprendeva solamente le prime tre posizioni | Il podio comprendeva solamente le prime tre posizioni | Il podio comprendeva solamente le prime tre posizioni     | Il podio comprendeva solamente le prime tre posizioni     |
| 1987 | Gianni Morandi, Enrico Ruggeri e Umberto Tozzi | Si può dare di più               | Toto Cutugno                                       | Figli                                              | Al Bano e Romina Power                             | Nostalgia canaglia                                 | Il podio comprendeva solamente le prime tre posizioni | Il podio comprendeva solamente le prime tre posizioni | Il podio comprendeva solamente le prime tre posizioni     | Il podio comprendeva solamente le prime tre posizioni     |
| 1988 | Massimo Ranieri                                | Perdere l'amore                  | Toto Cutugno                                       | Emozioni                                           | Luca Barbarossa                                    | L'amore rubato                                     | Il podio comprendeva solamente le prime tre posizioni | Il podio comprendeva solamente le prime tre posizioni | Il podio comprendeva solamente le prime tre posizioni     | Il podio comprendeva solamente le prime tre posizioni     |
| 1989 | Anna Oxa e Fausto Leali                        | Ti lascerò                       | Toto Cutugno                                       | Le mamme                                           | Al Bano e Romina Power                             | Cara terra mia                                     | Il podio comprendeva solamente le prime tre posizioni | Il podio comprendeva solamente le prime tre posizioni | Il podio comprendeva solamente le prime tre posizioni     | Il podio comprendeva solamente le prime tre posizioni     |
| 1990 | Pooh                                           | Uomini soli                      | Toto Cutugno                                       | Gli amori                                          | Mietta e Amedeo Minghi                             | Vattene amore                                      | Il podio comprendeva solamente le prime tre posizioni | Il podio comprendeva solamente le prime tre posizioni | Il podio comprendeva solamente le prime tre posizioni     | Il podio comprendeva solamente le prime tre posizioni     |
| 1991 | Riccardo Cocciante                             | Se stiamo insieme                | Renato Zero                                        | Spalle al muro                                     | Marco Masini                                       | Perché lo fai                                      | Il podio comprendeva solamente le prime tre posizioni | Il podio comprendeva solamente le prime tre posizioni | Il podio comprendeva solamente le prime tre posizioni     | Il podio comprendeva solamente le prime tre posizioni     |
| 1992 | Luca Barbarossa                                | Portami a ballare                | Mia Martini                                        | Gli uomini non cambiano                            | Paolo Vallesi                                      | La forza della vita                                | Il podio comprendeva solamente le prime tre posizioni | Il podio comprendeva solamente le prime tre posizioni | Il podio comprendeva solamente le prime tre posizioni     | Il podio comprendeva solamente le prime tre posizioni     |
| 1993 | Enrico Ruggeri                                 | Mistero                          | Cristiano De André                                 | Dietro la porta                                    | Rossana Casale e Grazia Di Michele                 | Gli amori diversi                                  | Il podio comprendeva solamente le prime tre posizioni | Il podio comprendeva solamente le prime tre posizioni | Il podio comprendeva solamente le prime tre posizioni     | Il podio comprendeva solamente le prime tre posizioni     |
| 1994 | Aleandro Baldi                                 | Passerà                          | Giorgio Faletti                                    | Signor tenente                                     | Laura Pausini                                      | Strani amori                                       | Il podio comprendeva solamente le prime tre posizioni | Il podio comprendeva solamente le prime tre posizioni | Il podio comprendeva solamente le prime tre posizioni     | Il podio comprendeva solamente le prime tre posizioni     |
| 1995 | Giorgia                                        | Come saprei                      | Gianni Morandi e Barbara Cola                      | In amore                                           | Ivana Spagna                                       | Gente come noi                                     | Il podio comprendeva solamente le prime tre posizioni | Il podio comprendeva solamente le prime tre posizioni | Il podio comprendeva solamente le prime tre posizioni     | Il podio comprendeva solamente le prime tre posizioni     |
| 1996 | Ron e Tosca                                    | Vorrei incontrarti fra cent'anni | Elio e le Storie Tese                              | La terra dei cachi                                 | Giorgia                                            | Strano il mio destino                              | Il podio comprendeva solamente le prime tre posizioni | Il podio comprendeva solamente le prime tre posizioni | Il podio comprendeva solamente le prime tre posizioni     | Il podio comprendeva solamente le prime tre posizioni     |
| 1997 | Jalisse                                        | Fiumi di parole                  | Anna Oxa                                           | Storie                                             | Syria                                              | Sei tu                                             | Il podio comprendeva solamente le prime tre posizioni | Il podio comprendeva solamente le prime tre posizioni | Il podio comprendeva solamente le prime tre posizioni     | Il podio comprendeva solamente le prime tre posizioni     |
| 1998 | Annalisa Minetti                               | Senza te o con te                | Antonella Ruggiero                                 | Amore lontanissimo                                 | Lisa                                               | Sempre                                             | Il podio comprendeva solamente le prime tre posizioni | Il podio comprendeva solamente le prime tre posizioni | Il podio comprendeva solamente le prime tre posizioni     | Il podio comprendeva solamente le prime tre posizioni     |
| 1999 | Anna Oxa                                       | Senza pietà                      | Antonella Ruggiero                                 | Non ti dimentico (Se non ci fossero le nuvole)     | Mariella Nava                                      | Così è la vita                                     | Il podio comprendeva solamente le prime tre posizioni | Il podio comprendeva solamente le prime tre posizioni | Il podio comprendeva solamente le prime tre posizioni     | Il podio comprendeva solamente le prime tre posizioni     |
| 2000 | Piccola Orchestra Avion Travel                 | Sentimento                       | Irene Grandi                                       | La tua ragazza sempre                              | Gianni Morandi                                     | Innamorato                                         | Il podio comprendeva solamente le prime tre posizioni | Il podio comprendeva solamente le prime tre posizioni | Il podio comprendeva solamente le prime tre posizioni     | Il podio comprendeva solamente le prime tre posizioni     |
| 2001 | Elisa                                          | Luce (tramonti a nord est)       | Giorgia                                            | Di sole e d'azzurro                                | Matia Bazar                                        | Questa nostra grande storia d'amore                | Il podio comprendeva solamente le prime tre posizioni | Il podio comprendeva solamente le prime tre posizioni | Il podio comprendeva solamente le prime tre posizioni     | Il podio comprendeva solamente le prime tre posizioni     |
| 2002 | Matia Bazar                                    | Messaggio d'amore                | Alexia                                             | Dimmi come...                                      | Gino Paoli                                         | Un altro amore                                     | Il podio comprendeva solamente le prime tre posizioni | Il podio comprendeva solamente le prime tre posizioni | Il podio comprendeva solamente le prime tre posizioni     | Il podio comprendeva solamente le prime tre posizioni     |
| 2003 | Alexia                                         | Per dire di no                   | Alex Britti                                        | 7000 caffè                                         | Sergio Cammariere                                  | Tutto quello che un uomo                           | Il podio comprendeva solamente le prime tre posizioni | Il podio comprendeva solamente le prime tre posizioni | Il podio comprendeva solamente le prime tre posizioni     | Il podio comprendeva solamente le prime tre posizioni     |
| 2004 | Marco Masini                                   | L'uomo volante                   | Mario Rosini                                       | Sei la vita mia                                    | Linda                                              | Aria, sole, terra e mare                           | Il podio comprendeva solamente le prime tre posizioni | Il podio comprendeva solamente le prime tre posizioni | Il podio comprendeva solamente le prime tre posizioni     | Il podio comprendeva solamente le prime tre posizioni     |
| 2005 | Francesco Renga                                | Angelo                           | Toto Cutugno e Annalisa Minetti                    | Come noi nessuno al mondo                          | Antonella Ruggiero                                 | Echi d'infinito                                    | Nicky Nicolai e Stefano Di Battista Jazz Quartet      | Che mistero è l'amore                                 | Laura Bono                                                | Non credo nei miracoli                                    |
| 2006 | Povia                                          | Vorrei avere il becco            | Nomadi                                             | Dove si va                                         | Anna Tatangelo                                     | Essere una donna                                   | Riccardo Maffoni                                      | Sole negli occhi                                      | Il podio comprendeva solamente le prime quattro posizioni | Il podio comprendeva solamente le prime quattro posizioni |
| 2007 | Simone Cristicchi                              | Ti regalerò una rosa             | Al Bano                                            | Nel perdono                                        | Piero Mazzocchetti                                 | Schiavo d'amore                                    | Il podio comprendeva solamente le prime tre posizioni | Il podio comprendeva solamente le prime tre posizioni | Il podio comprendeva solamente le prime tre posizioni     | Il podio comprendeva solamente le prime tre posizioni     |
| 2008 | Giò Di Tonno e Lola Ponce                      | Colpo di fulmine                 | Anna Tatangelo                                     | Il mio amico                                       | Fabrizio Moro                                      | Eppure mi hai cambiato la vita                     | Il podio comprendeva solamente le prime tre posizioni | Il podio comprendeva solamente le prime tre posizioni | Il podio comprendeva solamente le prime tre posizioni     | Il podio comprendeva solamente le prime tre posizioni     |
| 2009 | Marco Carta                                    | La forza mia                     | Povia                                              | Luca era gay                                       | Sal da Vinci                                       | Non riesco a farti innamorare                      | Il podio comprendeva solamente le prime tre posizioni | Il podio comprendeva solamente le prime tre posizioni | Il podio comprendeva solamente le prime tre posizioni     | Il podio comprendeva solamente le prime tre posizioni     |
| 2010 | Valerio Scanu                                  | Per tutte le volte che...        | Pupo, Emanuele Filiberto di Savoia e Luca Canonici | Italia amore mio                                   | Marco Mengoni                                      | Credimi ancora                                     | Il podio comprendeva solamente le prime tre posizioni | Il podio comprendeva solamente le prime tre posizioni | Il podio comprendeva solamente le prime tre posizioni     | Il podio comprendeva solamente le prime tre posizioni     |
| 2011 | Roberto Vecchioni                              | Chiamami ancora amore            | Modà ed Emma                                       | Arriverà                                           | Al Bano                                            | Amanda è libera                                    | Il podio comprendeva solamente le prime tre posizioni | Il podio comprendeva solamente le prime tre posizioni | Il podio comprendeva solamente le prime tre posizioni     | Il podio comprendeva solamente le prime tre posizioni     |
| 2012 | Emma                                           | Non è l'inferno                  | Arisa                                              | La notte                                           | Noemi                                              | Sono solo parole                                   | Il podio comprendeva solamente le prime tre posizioni | Il podio comprendeva solamente le prime tre posizioni | Il podio comprendeva solamente le prime tre posizioni     | Il podio comprendeva solamente le prime tre posizioni     |
| 2013 | Marco Mengoni                                  | L'essenziale                     | Elio e le Storie Tese                              | La canzone mononota                                | Modà                                               | Se si potesse non morire                           | Il podio comprendeva solamente le prime tre posizioni | Il podio comprendeva solamente le prime tre posizioni | Il podio comprendeva solamente le prime tre posizioni     | Il podio comprendeva solamente le prime tre posizioni     |
| 2014 | Arisa                                          | Controvento                      | Raphael Gualazzi e The Bloody Beetroots            | Liberi o no                                        | Renzo Rubino                                       | Ora                                                | Il podio comprendeva solamente le prime tre posizioni | Il podio comprendeva solamente le prime tre posizioni | Il podio comprendeva solamente le prime tre posizioni     | Il podio comprendeva solamente le prime tre posizioni     |
| 2015 | Il Volo                                        | Grande amore                     | Nek                                                | Fatti avanti amore                                 | Malika Ayane                                       | Adesso e qui (nostalgico presente)                 | Il podio comprendeva solamente le prime tre posizioni | Il podio comprendeva solamente le prime tre posizioni | Il podio comprendeva solamente le prime tre posizioni     | Il podio comprendeva solamente le prime tre posizioni     |
| 2016 | Stadio                                         | Un giorno mi dirai               | Francesca Michielin                                | Nessun grado di separazione                        | Giovanni Caccamo e Deborah Iurato                  | Via da qui                                         | Il podio comprendeva solamente le prime tre posizioni | Il podio comprendeva solamente le prime tre posizioni | Il podio comprendeva solamente le prime tre posizioni     | Il podio comprendeva solamente le prime tre posizioni     |
| 2017 | Francesco Gabbani                              | Occidentali's Karma              | Fiorella Mannoia                                   | Che sia benedetta                                  | Ermal Meta                                         | Vietato morire                                     | Il podio comprendeva solamente le prime tre posizioni | Il podio comprendeva solamente le prime tre posizioni | Il podio comprendeva solamente le prime tre posizioni     | Il podio comprendeva solamente le prime tre posizioni     |
| 2018 | Ermal Meta e Fabrizio Moro                     | Non mi avete fatto niente        | Lo Stato Sociale                                   | Una vita in vacanza                                | Annalisa                                           | Il mondo prima di te                               | Il podio comprendeva solamente le prime tre posizioni | Il podio comprendeva solamente le prime tre posizioni | Il podio comprendeva solamente le prime tre posizioni     | Il podio comprendeva solamente le prime tre posizioni     |
| 2019 | Mahmood                                        | Soldi                            | Ultimo                                             | I tuoi particolari                                 | Il Volo                                            | Musica che resta                                   | Il podio comprendeva solamente le prime tre posizioni | Il podio comprendeva solamente le prime tre posizioni | Il podio comprendeva solamente le prime tre posizioni     | Il podio comprendeva solamente le prime tre posizioni     |
| 2020 | Diodato                                        | Fai rumore                       | Francesco Gabbani                                  | Viceversa                                          | Pinguini Tattici Nucleari                          | Ringo Starr                                        | Il podio comprendeva solamente le prime tre posizioni | Il podio comprendeva solamente le prime tre posizioni | Il podio comprendeva solamente le prime tre posizioni     | Il podio comprendeva solamente le prime tre posizioni     |
| 2021 | Måneskin                                       | Zitti e buoni                    | Francesca Michielin e Fedez                        | Chiamami per nome                                  | Ermal Meta                                         | Un milione di cose da dirti                        | Il podio comprendeva solamente le prime tre posizioni | Il podio comprendeva solamente le prime tre posizioni | Il podio comprendeva solamente le prime tre posizioni     | Il podio comprendeva solamente le prime tre posizioni     |
| 2022 | Mahmood e Blanco                               | Brividi                          | Elisa                                              | O forse sei tu                                     | Gianni Morandi                                     | Apri tutte le porte                                | Il podio comprendeva solamente le prime tre posizioni | Il podio comprendeva solamente le prime tre posizioni | Il podio comprendeva solamente le prime tre posizioni     | Il podio comprendeva solamente le prime tre posizioni     |
| 2023 | Marco Mengoni                                  | Due vite                         | Lazza                                              | Cenere                                             | Mr. Rain                                           | Supereroi                                          | Ultimo                                                | Alba                                                  | Tananai                                                   | Tango                                                     |
| 2024 | Angelina Mango                                 | La noia                          | Geolier                                            | I p' me, tu p' te                                  | Annalisa                                           | Sinceramente                                       | Ghali                                                 | Casa mia                                              | Irama                                                     | Tu no                                                     |
| 2025 | Olly                                           | Balorda nostalgia                | Lucio Corsi                                        | Volevo essere un duro                              | Brunori Sas                                        | L'albero delle noci                                | Fedez                                                 | Battito                                               | Simone Cristicchi                                         | Quando sarai piccola                                      |

## SezioneNuove proposte
| Anno | Categoria               | Interprete                        | Brano                     |
| ---- | ----------------------- | --------------------------------- | ------------------------- |
| 1984 | Nuove proposte italiane | Eros Ramazzotti                   | Terra promessa            |
| 1985 | Nuove proposte italiane | Cinzia Corrado                    | Niente di più             |
| 1986 | Nuove proposte italiane | Lena Biolcati                     | Grande grande amore       |
| 1987 | Nuove proposte italiane | Michele Zarrillo                  | La notte dei pensieri     |
| 1988 | Nuove proposte italiane | Future                            | Canta con noi             |
| 1989 | Nuovi                   | Mietta                            | Canzoni                   |
| 1990 | Novità                  | Marco Masini                      | Disperato                 |
| 1991 | Novità                  | Paolo Vallesi                     | Le persone inutili        |
| 1992 | Novità                  | Aleandro Baldi e Francesca Alotta | Non amarmi                |
| 1993 | Novità                  | Laura Pausini                     | La solitudine             |
| 1994 | Nuove proposte          | Andrea Bocelli                    | Il mare calmo della sera  |
| 1995 | Nuove proposte          | Neri per Caso                     | Le ragazze                |
| 1996 | Nuove proposte          | Syria                             | Non ci sto                |
| 1997 | Nuove proposte          | Paola & Chiara                    | Amici come prima          |
| 1998 | Giovani                 | Annalisa Minetti                  | Senza te o con te         |
| 1999 | Giovani                 | Alex Britti                       | Oggi sono io              |
| 2000 | Nuove proposte          | Jenny B                           | Semplice sai              |
| 2001 | Giovani                 | Gazosa                            | Stai con me (Forever)     |
| 2002 | Giovani                 | Anna Tatangelo                    | Doppiamente fragili       |
| 2003 | Giovani                 | Dolcenera                         | Siamo tutti là fuori      |
| 2005 | Giovani                 | Laura Bono                        | Non credo nei miracoli    |
| 2006 | Giovani                 | Riccardo Maffoni                  | Sole negli occhi          |
| 2007 | Giovani                 | Fabrizio Moro                     | Pensa                     |
| 2008 | Giovani                 | Sonohra                           | L'amore                   |
| 2009 | Proposte                | Arisa                             | Sincerità                 |
| 2010 | Nuova generazione       | Tony Maiello                      | Il linguaggio della resa  |
| 2011 | Giovani                 | Raphael Gualazzi                  | Follia d'amore            |
| 2012 | Sanremosocial           | Alessandro Casillo                | È vero (che ci sei)       |
| 2013 | Giovani                 | Antonio Maggio                    | Mi servirebbe sapere      |
| 2014 | Nuove proposte          | Rocco Hunt                        | Nu juorno buono           |
| 2015 | Nuove proposte          | Giovanni Caccamo                  | Ritornerò da te           |
| 2016 | Nuove proposte          | Francesco Gabbani                 | Amen                      |
| 2017 | Nuove proposte          | Lele                              | Ora mai                   |
| 2018 | Nuove proposte          | Ultimo                            | Il ballo delle incertezze |
| 2020 | Nuove proposte          | Leo Gassmann                      | Vai bene così             |
| 2021 | Nuove proposte          | Gaudiano                          | Polvere da sparo          |
| 2025 | Nuove proposte          | Settembre                         | Vertebre                  |

## Plurivincitori
| Cantanti           | Vittorie | Anni                   |
| ------------------ | -------- | ---------------------- |
| Domenico Modugno   | 4        | 1958, 1959, 1962, 1966 |
| Claudio Villa      | 4        | 1955, 1957, 1962, 1967 |
| Iva Zanicchi       | 3        | 1967, 1969, 1974       |
| Arisa              | 2        | 2009 (NP), 2014        |
| Aleandro Baldi     | 2        | 1992 (NP), 1994        |
| Matia Bazar        | 2        | 1978, 2002             |
| Gigliola Cinquetti | 2        | 1964, 1966             |
| Nicola Di Bari     | 2        | 1971, 1972             |
| Peppino di Capri   | 2        | 1973, 1976             |
| Johnny Dorelli     | 2        | 1958, 1959             |
| Francesco Gabbani  | 2        | 2016 (NP), 2017        |
| Mahmood            | 2        | 2019, 2022             |
| Marco Masini       | 2        | 1990 (NP), 2004        |
| Marco Mengoni      | 2        | 2013, 2023             |
| Fabrizio Moro      | 2        | 2007 (NP), 2018        |
| Anna Oxa           | 2        | 1989, 1999             |
| Nilla Pizzi        | 2        | 1951, 1952             |
| Eros Ramazzotti    | 2        | 1984 (NP), 1986        |
| Enrico Ruggeri     | 2        | 1987, 1993             |
| Bobby Solo         | 2        | 1965, 1969             |
| Annalisa Minetti   | 2        | 1998 (NP), 1998        |

- NP = vittoria nella categoria Nuove Proposte.

## Premi speciali

### Premio della Critica "Mia Martini"
| Anno | Categoria Campioni                     | Categoria Campioni                 | Categoria Nuove proposte | Categoria Nuove proposte          |
| Anno | Interprete                             | Brano                              | Interprete               | Brano                             |
| ---- | -------------------------------------- | ---------------------------------- | ------------------------ | --------------------------------- |
| 1982 | Mia Martini                            | E non finisce mica il cielo        | -                        | -                                 |
| 1983 | Matia Bazar                            | Vacanze romane                     | -                        | -                                 |
| 1984 | Patty Pravo                            | Per una bambola                    | Santandrea               | La fenice                         |
| 1985 | Matia Bazar (2)                        | Souvenir                           | Mango                    | Il viaggio                        |
| 1985 | Matia Bazar (2)                        | Souvenir                           | Cristiano De André       | Bella più di me                   |
| 1986 | Enrico Ruggeri                         | Rien ne va plus                    | Lena Biolcati            | Grande grande amore               |
| 1987 | Fiorella Mannoia                       | Quello che le donne non dicono     | Paola Turci              | Primo tango                       |
| 1988 | Fiorella Mannoia (2)                   | Le notti di maggio                 | Paola Turci (2)          | Sarò bellissima                   |
| 1989 | Mia Martini (2)                        | Almeno tu nell'universo            | Mietta                   | Canzoni                           |
| 1990 | Mia Martini (3) e Mijares              | La nevicata del '56                | Marco Masini             | Disperato                         |
| 1991 | Enzo Jannacci e Ute Lemper             | La fotografia                      | Timoria                  | L'uomo che ride                   |
| 1992 | Nuova Compagnia di Canto Popolare      | Pe' dispietto                      | Aeroplanitaliani         | Zitti zitti (Il silenzio è d'oro) |
| 1993 | Cristiano De André                     | Dietro la porta                    | Angela Baraldi           | A piedi nudi                      |
| 1994 | Giorgio Faletti                        | Signor tenente                     | Baraonna                 | I giardini d'Alhambra             |
| 1995 | Giorgia                                | Come saprei                        | Gloria                   | Le voci di dentro                 |
| 1996 | Elio e le Storie Tese                  | La terra dei cachi                 | Marina Rei               | Al di là di questi anni           |
| 1997 | Patty Pravo (2)                        | ...e dimmi che non vuoi morire     | Niccolò Fabi             | Capelli                           |
| 1998 | Piccola Orchestra Avion Travel         | Dormi e sogna                      | Eramo & Passavanti       | Senza confini                     |
| 1999 | Daniele Silvestri                      | Aria                               | Quintorigo               | Rospo                             |
| 2000 | Samuele Bersani                        | Replay                             | Jenny B                  | Semplice sai                      |
| 2000 | Samuele Bersani                        | Replay                             | Lythium                  | Noël                              |
| 2001 | Elisa                                  | Luce (tramonti a nord est)         | Francesco Renga          | Raccontami...                     |
| 2001 | Elisa                                  | Luce (tramonti a nord est)         | Roberto Angelini         | Il signor Domani                  |
| 2002 | Daniele Silvestri (2)                  | Salirò                             | Archinuè                 | La marcia dei santi               |
| 2003 | Sergio Cammariere                      | Tutto quello che un uomo           | Patrizia Laquidara       | Lividi e fiori                    |
| 2004 | Mario Venuti                           | Crudele                            | -                        | -                                 |
| 2005 | Nicola Arigliano                       | Colpevole                          | -                        | -                                 |
| 2006 | Noa, Carlo Fava e Solis String Quartet | Un discorso in generale            | -                        | -                                 |
| 2007 | Simone Cristicchi                      | Ti regalerò una rosa               | Fabrizio Moro            | Pensa                             |
| 2008 | Tricarico                              | Vita tranquilla                    | Frank Head               | Para parà ra rara                 |
| 2009 | Afterhours                             | Il paese è reale                   | Arisa                    | Sincerità                         |
| 2010 | Malika Ayane                           | Ricomincio da qui                  | Nina Zilli               | L'uomo che amava le donne         |
| 2011 | Roberto Vecchioni                      | Chiamami ancora amore              | Raphael Gualazzi         | Follia d'amore                    |
| 2012 | Samuele Bersani (2)                    | Un pallone                         | Erica Mou                | Nella vasca da bagno del tempo    |
| 2013 | Elio e le Storie Tese (2)              | La canzone mononota                | Renzo Rubino             | Il postino (Amami uomo)           |
| 2014 | Cristiano De André (2)                 | Invisibili                         | Zibba                    | Senza di te                       |
| 2015 | Malika Ayane (2)                       | Adesso e qui (nostalgico presente) | Giovanni Caccamo         | Ritornerò da te                   |
| 2016 | Patty Pravo (3)                        | Cieli immensi                      | Francesco Gabbani        | Amen                              |
| 2017 | Ermal Meta                             | Vietato morire                     | Maldestro                | Canzone per Federica              |
| 2018 | Ron                                    | Almeno pensami                     | Mirkoeilcane             | Stiamo tutti bene                 |
| 2019 | Daniele Silvestri (3)                  | Argentovivo                        | -                        | -                                 |
| 2020 | Diodato                                | Fai rumore                         | Eugenio in Via Di Gioia  | Tsunami                           |
| 2021 | Willie Peyote                          | Mai dire mai (la locura)           | Wrongonyou               | Lezioni di volo                   |
| 2022 | Massimo Ranieri                        | Lettera di là dal mare             | -                        | -                                 |
| 2023 | Colapesce Dimartino                    | Splash                             | -                        | -                                 |
| 2024 | Loredana Bertè                         | Pazza                              | -                        | -                                 |
| 2025 | Lucio Corsi                            | Volevo essere un duro              | Settembre                | Vertebre                          |

### Premio vincitore Cover
| Anno | Interprete     | Canzone                  |
| ---- | -------------- | ------------------------ |
| 2011 | Al Bano        | Va, pensiero             |
| 2012 | Marlene Kuntz  | Impressioni di settembre |
| 2015 | Nek            | Se telefonando           |
| 2016 | Stadio         | La sera dei miracoli     |
| 2017 | Ermal Meta     | Amara terra mia          |
| 2020 | Tosca          | Piazza Grande            |
| 2021 | Ermal Meta (2) | Caruso                   |
| 2022 | Gianni Morandi | Medley                   |
| 2023 | Marco Mengoni  | Let It Be                |
| 2024 | Geolier        | Medley                   |
| 2025 | Giorgia        | Skyfall                  |

### Premio della Sala Stampa Radio-TV-Web "Lucio Dalla"
| Anno | Campioni                | Campioni                   | Nuove proposte      | Nuove proposte                 |
| Anno | Interprete              | Brano                      | Interprete          | Brano                          |
| ---- | ----------------------- | -------------------------- | ------------------- | ------------------------------ |
| 2001 | Elisa                   | Luce (tramonti a nord est) | Francesco Renga     | Raccontami...                  |
| 2002 | Daniele Silvestri       | Salirò                     | Archinuè            | La marcia dei santi            |
| 2003 | Alexia                  | Per dire di no             | Dolcenera           | Siamo tutti là fuori           |
| 2004 | Marco Masini            | L'uomo volante             | -                   | -                              |
| 2005 | Francesco Renga         | Angelo                     | Negramaro           | Mentre tutto scorre            |
| 2006 | Nomadi                  | Dove si va                 | -                   | -                              |
| 2007 | Simone Cristicchi       | Ti regalerò una rosa       | Fabrizio Moro       | Pensa                          |
| 2008 | Loredana Bertè          | Musica e parole            | Ariel               | Ribelle                        |
| 2009 | Povia                   | Luca era gay               | Arisa               | Sincerità                      |
| 2010 | Malika Ayane            | Ricomincio da qui          | Nina Zilli          | L'uomo che amava le donne      |
| 2011 | Roberto Vecchioni       | Chiamami ancora amore      | Raphael Gualazzi    | Follia d'amore                 |
| 2012 | Arisa                   | La notte                   | Erica Mou           | Nella vasca da bagno del tempo |
| 2013 | Elio e le Storie Tese   | La canzone mononota        | Antonio Maggio      | Mi servirebbe sapere           |
| 2014 | Perturbazione           | L'unica                    | Zibba e Almalibre   | Senza di te                    |
| 2015 | Nek                     | Fatti avanti amore         | Giovanni Caccamo    | Ritornerò da te                |
| 2016 | Stadio                  | Un giorno mi dirai         | Chiara Dello Iacovo | Introverso                     |
| 2017 | Fiorella Mannoia        | Che sia benedetta          | Tommaso Pini        | Cose che danno ansia           |
| 2018 | Lo Stato Sociale        | Una vita in vacanza        | Alice Caioli        | Specchi rotti                  |
| 2019 | Daniele Silvestri       | Argentovivo                | -                   | -                              |
| 2020 | Diodato                 | Fai rumore                 | Tecla Insolia       | 8 marzo                        |
| 2021 | Colapesce Dimartino     | Musica leggerissima        | Davide Shorty       | Regina                         |
| 2022 | Gianni Morandi          | Apri tutte le porte        | -                   | -                              |
| 2023 | Colapesce Dimartino (2) | Splash                     | -                   | -                              |
| 2024 | Angelina Mango          | La noia                    | -                   | -                              |
| 2025 | Simone Cristicchi       | Quando sarai piccola       | Settembre           | Vertebre                       |

### Premio "Sergio Bardotti" per il miglior testo
| Anno | Interprete           | Brano                     |
| ---- | -------------------- | ------------------------- |
| 2013 | Il Cile              | Le parole non servono più |
| 2014 | Cristiano De André   | Invisibili                |
| 2015 | Kaligola             | Oltre il giardino         |
| 2016 | Francesco Gabbani    | Amen                      |
| 2017 | Fiorella Mannoia     | Che sia benedetta         |
| 2018 | Mirkoeilcane         | Stiamo tutti bene         |
| 2019 | Daniele Silvestri    | Argentovivo               |
| 2020 | Rancore              | Eden                      |
| 2021 | Madame               | Voce                      |
| 2022 | Fabrizio Moro        | Sei tu                    |
| 2023 | Coma Cose            | L'addio                   |
| 2024 | Fiorella Mannoia (2) | Mariposa                  |
| 2025 | Brunori Sas          | L'albero delle noci       |

### Premio "Giancarlo Bigazzi" per il miglior arrangiamento
| Anno | Interprete            | Brano                                 |
| ---- | --------------------- | ------------------------------------- |
| 2013 | Elio e le Storie Tese | La canzone mononota                   |
| 2014 | Renzo Rubino          | Per sempre e poi basta                |
| 2015 | Nek                   | Fatti avanti amore                    |
| 2016 | Stadio                | Un giorno mi dirai                    |
| 2017 | Al Bano               | Di rose e di spine                    |
| 2018 | Max Gazzè             | La leggenda di Cristalda e Pizzomunno |
| 2019 | Simone Cristicchi     | Abbi cura di me                       |
| 2020 | Tosca                 | Ho amato tutto                        |
| 2021 | Ermal Meta            | Un milione di cose da dirti           |
| 2022 | Elisa                 | O forse sei tu                        |
| 2023 | Marco Mengoni         | Due vite                              |
| 2024 | Angelina Mango        | La noia                               |
| 2025 | Simone Cristicchi (2) | Quando sarai piccola                  |

### Premio Assomusica
| Anno | Interprete              | Brano                     |
| ---- | ----------------------- | ------------------------- |
| 2009 | Arisa                   | Sincerità                 |
| 2010 | Nina Zilli              | L'uomo che amava le donne |
| 2011 | Raphael Gualazzi        | Follia d'amore            |
| 2012 | Marco Guazzone          | Guasto                    |
| 2013 | Il Cile                 | Le parole non servono più |
| 2014 | Rocco Hunt              | Nu juorno buono           |
| 2015 | kuTso                   | Elisa                     |
| 2016 | Chiara Dello Iacovo     | Introverso                |
| 2017 | Maldestro               | Canzone per Federica      |
| 2018 | Mudimbi                 | Il mago                   |
| 2020 | Eugenio in Via Di Gioia | Tsunami                   |
| 2024 | Alfa                    | Vai!                      |

### Lady Festival
| Anno | Cantante        |
| ---- | --------------- |
| 1967 | Ornella Vanoni  |
| 1968 | Iva Zanicchi    |
| 1973 | Milva           |
| 1974 | Gilda Giuliani  |
| 1975 | Valentina Greco |
| 1976 | Dori Ghezzi     |
| 1977 | Daniela Davoli  |
| 1978 | Dora Moroni     |
| 1980 | Mela Lo Cicero  |

### Premio alla carrieraCittà di Sanremo
| Anno | Vincitore                                            |
| ---- | ---------------------------------------------------- |
| 1999 | Ornella Vanoni                                       |
| 2000 | Tony Renis                                           |
| 2001 | Domenico Modugno (postumo)                           |
| 2002 | Carlo Alberto Rossi e Roberto Murolo                 |
| 2003 | Nilla Pizzi                                          |
| 2004 | Gino Paoli                                           |
| 2005 | Vasco Rossi                                          |
| 2006 | Riccardo Cocciante                                   |
| 2007 | Armando Trovajoli                                    |
| 2008 | Nicola Piovani e Loredana Bertè                      |
| 2009 | Mino Reitano (postumo)                               |
| 2010 | Nilla Pizzi (2)                                      |
| 2011 | Gianni Morandi                                       |
| 2012 | Gianmarco Mazzi e Lucio Presta                       |
| 2013 | Toto Cutugno, Ricchi e Poveri, Al Bano e Pippo Baudo |
| 2014 | Renzo Arbore                                         |
| 2015 | Pino Donaggio e Giorgio Panariello                   |
| 2016 | Aldo, Giovanni e Giacomo                             |
| 2017 | Giorgio Moroder e Rita Pavone                        |
| 2018 | Milva                                                |
| 2019 | Pino Daniele (postumo)                               |
| 2020 | Ricchi e Poveri (2)                                  |
| 2021 | Fiorello                                             |
| 2022 | Amadeus                                              |
| 2023 | Måneskin e Peppino di Capri                          |
| 2024 | Gaetano Castelli e Pippo Balistreri                  |
| 2025 | Iva Zanicchi e Antonello Venditti                    |

### Premio TIMmusic
| Anno | Interprete                 | Brano                     |
| ---- | -------------------------- | ------------------------- |
| 2017 | Francesco Gabbani          | Occidentali's Karma       |
| 2018 | Ermal Meta e Fabrizio Moro | Non mi avete fatto niente |
| 2019 | Ultimo                     | I tuoi particolari        |
| 2020 | Francesco Gabbani (2)      | Viceversa                 |
| 2025 | Giorgia                    | La cura per me            |

### Premio Enzo Jannacci NuovoIMAIE alla migliore interpretazione
| Anno | Interprete   | Brano                |
| ---- | ------------ | -------------------- |
| 2017 | Maldestro    | Canzone per Federica |
| 2018 | Mirkoeilcane | Stiamo tutti bene    |
| 2019 | Mahmood      | Soldi                |
| 2020 | Tecla        | 8 marzo              |
| 2021 | Gaudiano     | Polvere da sparo     |
| 2022 | Yuman        | Ora e qui            |
| 2023 | Colla Zio    | Non mi va            |
| 2024 | Clara        | Diamanti grezzi      |
| 2025 | Settembre    | Vertebre             |

### Premio Lunezia per il valore musical-letterario
| Anno | Interprete        | Brano                       |
| ---- | ----------------- | --------------------------- |
| 2017 | Maldestro         | Canzone per Federica        |
| 2018 | Ultimo            | Il ballo delle incertezze   |
| 2019 | Enrico Nigiotti   | Nonno Hollywood             |
| 2020 | Diodato           | Fai rumore                  |
| 2021 | Madame            | Voce                        |
| 2022 | Giovanni Truppi   | Tuo padre, mia madre, Lucia |
| 2023 | Coma Cose         | L'addio                     |
| 2024 | Negramaro         | Ricominciamo tutto          |
| 2025 | Simone Cristicchi | Quando sarai piccola        |

### Altri premi
Nella tabella che segue sono riportati i vincitori di premi istituiti per meno di tre edizioni.
| Premio                                                          | Anno | Interprete                                       | Brano                     |
| --------------------------------------------------------------- | ---- | ------------------------------------------------ | ------------------------- |
| Concorso Liberi autori (o anche Autori indipendenti)            | 1957 | Claudio Villa / Giorgio Consolini                | Ondamarina                |
| Premio della critica giornalistica alla miglior interpretazione | 1970 | Patty Pravo                                      | La spada nel cuore        |
| Miss Festival                                                   | 1974 | Milva                                            | Monica delle bambole      |
| Categoria Emergenti                                             | 1989 | Paola Turci                                      | Bambini                   |
| Categoria Donne                                                 | 2005 | Antonella Ruggiero                               | Echi d'infinito           |
| Categoria Donne                                                 | 2006 | Anna Tatangelo                                   | Essere una donna          |
| Categoria Uomini                                                | 2005 | Francesco Renga                                  | Angelo                    |
| Categoria Uomini                                                | 2006 | Povia                                            | Vorrei avere il becco     |
| Categoria Gruppi                                                | 2005 | Nicky Nicolai e Stefano di Battista Jazz Quartet | Che mistero è l'amore     |
| Categoria Gruppi                                                | 2006 | Nomadi                                           | Dove si va                |
| Categoria Classic                                               | 2005 | Toto Cutugno e Annalisa Minetti                  | Come noi nessuno al mondo |
| Premio per il miglior duetto                                    | 2018 | Ermal Meta e Fabrizio Moro con Simone Cristicchi | Non mi avete fatto niente |
| Premio per il miglior duetto                                    | 2019 | Motta con Nada                                   | Dov'è l'Italia            |
| Premio Amico di Sanremo                                         | 2019 | Claudio Baglioni                                 | -                         |
| Premio Nilla Pizzi alla miglior interpretazione e canzone       | 2020 | Tosca                                            | Ho amato tutto            |
| Premio Nilla Pizzi alla miglior interpretazione e canzone       | 2021 | La Rappresentante di Lista                       | Amare                     |
| Premio CoReCom al miglior testo su tematiche sociali            | 2023 | Mara Sattei                                      | Duemilaminuti             |
| Premio CoReCom al miglior testo su tematiche sociali            | 2024 | Maninni                                          | Spettacolare              |
| Premio Amici di Sanremo                                         | 2025 | Duran Duran                                      | -                         |